# Salts al Campionat del Món de natació de 2007
La competició de salts al Campionat del Món de natació de 2007 es realitzà al complex esportiu aqüàtic Arena Rod Laver de la ciutat de Melbourne (Austràlia).

## Proves
Es realitzen cinc proves, separades en competició masculina i competició femenina:
- trampolí 1 m
- trampolí 3 m
- plataforma 10 m
- trampolí sincronitzat 3 m
- plataforma sincronitzada 10 m

## Resum de medalles

### Categoria masculina
| Event                          | Or                                 | Or     | Plata                                     | Plata  | Bronze                                     | Bronze |
| trampolí 1 m.                  | Luo Yutong                         | 477.40 | He Chong                                  | 469.85 | Christopher Sacchin                        | 441.40 |
| trampolí 3 m.                  | Qin Kai                            | 545.35 | Alexandre Despatie                        | 518.65 | Dmitri Saütin                              | 517.10 |
| plataforma 10 m.               | Gleb Galperin                      | 554.70 | Zhou Lüxin                                | 519.15 | Lin Yue                                    | 513.70 |
|                                |                                    |        |                                           |        |                                            |        |
| trampolí 3 m. sincronitzat     | R.P. de la XinaQin Kai · Wang Feng | 458.76 | CanadàAlexandre Despatie · Arturo Miranda | 418.92 | AlemanyaTobias Schellenberg · Andreas Wels | 414.54 |
| plataforma 10 m. sincronitzada | R.P. de la XinaHuo Liang · Lin Yue | 489.48 | RússiaDmitriy Dobroskok · Gleb Galperin   | 467.16 | Estats UnitsDavid Boudia · Thomas Finchum  | 463.56 |

### Categoria femenina
| Event                          | Or                                      | Or     | Plata                                 | Plata  | Bronze                                   | Bronze |
| trampolí 1 m.                  | He Zi                                   | 316.65 | Blythe Hartley                        | 311.20 | Yuliya Pakhalina                         | 304.60 |
| trampolí 3 m.                  | Guo Jingjing                            | 381.75 | Wu Minxia                             | 368.80 | Tania Cagnotto                           | 341.70 |
| plataforma 10 m.               | Wang Xin                                | 432.85 | Chen Ruolin                           | 410.30 | Christin Steuer                          | 386.85 |
|                                |                                         |        |                                       |        |                                          |        |
| trampolí 3 m. sincronitzat     | R.P. de la XinaWu Minxia · Guo Jingjing | 355.80 | AlemanyaDitte Kotzian · Heike Fischer | 318.45 | AustràliaSharleen Stratton · Briony Cole | 313.14 |
| plataforma 10 m. sincronitzada | R.P. de la XinaJia Tong · Chen Ruolin   | 361.32 | AustràliaBriony Cole · Melissa Wu     | 324.00 | AlemanyaAnnett Gamm · Nora Subschinski   | 306.63 |